# San Andrés Tepetlapa
San Andrés Tepetlapa è un comune del Messico, situato nello stato di Oaxaca.